# Coppa del Presidente 2014 (pallacanestro maschile)
La Coppa del Presidente 2014  è la 30ª Coppa del Presidente di pallacanestro maschile.
La partita è stata disputata l'8 ottobre 2014 tra il Fenerbahçe, campione di Turchia 2013-14 e il Karşıyaka vincitore della Coppa di Turchia 2013-14.

## Finale
| Arbitri: | Recep Ankarali Emin Moğulkoç Rüştü Nuran |

| |            | |
| Goudelock 18 | Punti      | 19 Dixon, Palacios |
| Preldžič 6 | Assist     | 11 Dixon |
| Preldžič 7 | Rimbalzi   | 12 Palacios |
| 2 Goudelock• 3 Hickman• 8 Bjelica• 9 Erden• 10 Mahmutoğlu• 13 Bogdanović• 15 Çetin• 20 Altıntığ• 21 Savaş• 22 Žorić• 24 Veselý• 55 Preldžič | Formazioni | 2 Demir• 3 Palacios• 5 Hersek• 8 Strawberry• 9 Güven• 12 Koç• 13 Dixon• 19 Sonsırma• 22 Gabriel• 24 Altay• 32 Diebler• 34 Şentürk |
| Željko Obradović | Allenatori | Ufuk Sarıca |